# Solución estándar
En química analítica, una solución estándar o disolución estándar es una disolución que contiene una concentración conocida de un elemento o sustancia específica, llamada patrón primario. Dada su especial estabilidad, este último se emplea para valorar la concentración de otras soluciones, como las disoluciones valorantes.
En nutrición clínica, una solución estándar de aminoácidos es una disolución que contiene cantidades fisiológicas de aminoácidos esenciales y no esenciales, y están diseñadas para pacientes con función orgánica normal.
Un "estándar simple" se obtiene por dilución de un único elemento o sustancia en un disolvente en el cual es soluble y con el que no reacciona. Como la mayoría de las muestras reales, contienen un variado rango de distintas sustancias, y si se mide la concentración de un elemento o sustancia en concreto, la muestra puede tener una composición diferente de la que se utilice como estándar. De hecho se suele usar por comodidad con fines comparativos los "estándares simples": disoluciones estándares del elemento o sustancia pura en el disolvente. Esto puede ocasionar inexactitudes, por eso algunas "muestras estándares" son diseñadas específicamente para que sean lo más parecidas posibles en su composición a las "muestras reales" que pretendemos determinar.
Se dispone también de materiales de referencia certificados que contienen concentraciones, verificadas de forma independiente por distintos laboratorios usando distintas técnicas analíticas, de elementos o sustancias disponibles en distintas matrices o materiales de muestra (por ejemplo, la sangre). Con estos materiales se obtienen resultados analíticos finales más exactos.

## Clasificación

### Patrón primario
Un patrón primario también llamado estándar primario es una sustancia utilizada, en química, como referencia al momento de hacer una valoración o estandarización. Usualmente son sólidos que cumplen con las siguientes características:
1. Tienen composición conocida Es decir, se ha de conocer la estructura y elementos que lo componen, lo cual servirá para hacer los cálculos estequiométricos respectivos.
2. Deben tener elevada pureza. Para una correcta estandarización se debe utilizar un patrón que tenga la mínima cantidad de impurezas que puedan interferir con la titulación. En cualquier caso, más del 98,5% de pureza, preferiblemente un 99,9%.[2]
3. Debe ser estable a temperatura ambiente. No se pueden utilizar sustancias que cambien su composición o estructura por efectos de temperaturas que difieran ligeramente con la temperatura ambiente ya que ese hecho aumentaría el error en las mediciones.
4. Debe ser posible su secado en estufa. Además de los cambios a temperatura ambiente, también debe soportar temperaturas mayores para que sea posible su secado. Normalmente debe ser estable a temperaturas mayores que la del punto de ebullición del agua.
5. No debe absorber gases. No debe reaccionar con los componentes del aire. Ya que este hecho generaría posibles errores por interferencias, así como también degeneración del patrón.
6. Debe reaccionar rápida y estequiométricamente con el titulante. De esta manera se puede visualizar con mayor exactitud el punto final de las titulaciones por volumetría y además se pueden realizar los cálculos respectivos también de manera más exacta.
7. Debe tener un peso equivalente grande. Ya que este hecho reduce considerablemente el error de la pesada del patrón.

Se debe tomar en cuenta la cantidad de patrón primario que debe pesarse para un análisis. Se recomienda una masa de 100 mg (ó 50 mg como mínimo) ya que de esta manera se reduce el error relativo de la pesada, veamos:
- Tomando en cuenta el error absoluto de la balanza: {\displaystyle \pm } 0,0001 g
- Error relativo de la pesada:

- Entonces:

- Asumiendo que un error aceptable es de 0,1% y el error absoluto de la balanza, tenemos:

- De esta manera:

Donde: 
- {\displaystyle E_{r}} = Error relativo (%)
- {\displaystyle E_{a}} = Error absoluto
- {\displaystyle W} = peso del patrón

### Ejemplos de patrones primarios
- Para estandarizar disoluciones de ácido: Bórax o tetraborato de sodio
- Para estandarizar disoluciones de base: ftalato ácido de potasio
- Para estandarizar disoluciones de oxidante: hierro, trióxido de arsénico
- Para estandarizar disoluciones de reductor: dicromato de potasio, yodato potásico, bromato de potasio.[3]

### Patrón secundario
El patrón secundario es llamado también disolución valorante o estándar secundario. Su nombre se debe a que en la mayoría de los casos se necesita del patrón primario para conocer su concentración exacta. 
El patrón secundario debe poseer las siguientes características:
1. Debe ser estable mientras se efectúe el período de análisis.
2. Debe reaccionar rápidamente con el analito.
3. La reacción entre la disolución valorante y el patrón primario debe ser completa, así también la reacción entre la disolución valorante y el analito.
4. La reacción con el analito debe ser selectiva o debe existir un método para eliminar otras sustancias de la muestra que también pudieran reaccionar con la disolución valorante.
5. Debe existir una ecuación ajustada o balanceada que describa la reacción.